# Маклауд, Мердо (снукерист)
Ме́рдо Макла́уд (англ. Murdo MacLeod, род. 14 января 1947 года) — шотландский бывший профессиональный игрок в снукер. Проживает в городе Эдинбурге.

## Карьера
Мердо Маклауд, наряду со Стивеном Хендри, стал самым выдающимся шотландским снукеристом 80-х годов. На сезон 1986/87 он занимал рекордное для себя 22 место в мировом рейтинге. Маклауд стал одним из первых профессиональных снукеристов из Шотландии, которым удалось выйти в финальную стадию чемпионата мира (1985 г.) и первым, которому удалось выиграть матч в Крусибле, то есть выйти в 1/8 финала мирового первенства (1987 г.). Дважды Маклауд становился победителем турнира Scottish Professional Championship (в 1984—1985 гг.). На чемпионате Британии 1985 года Маклауд вышел в 1/8 финала.
В 1998 году завершил профессиональную карьеру.